# Coterminous municipality
Negli Stati Uniti d'America una coterminous municipality,, talvolta nota anche come coterminous city o coterminous town-village, è una forma di governo locale in alcuni stati federati in cui una municipalità ed una o più civil township hanno del territorio in comune ed hanno una parziale o completa unificazione delle loro funzioni governative. Un termine usato per la formazione di un tale governo locale è "township and municipal consolidation."
Esempi si trovano in Connecticut, Illinois e nello stato di New York.